# São Jorge d'Oeste
São Jorge d'Oeste är en kommun i Brasilien.   Den ligger i delstaten Paraná, i den södra delen av landet, 1 200 km söder om huvudstaden Brasília. Antalet invånare är 9 085. Arean är 379 kvadratkilometer.
Terrängen i São Jorge d'Oeste är huvudsakligen kuperad, men söderut är den platt.
Omgivningarna runt São Jorge d'Oeste är en mosaik av jordbruksmark och naturlig växtlighet. Runt São Jorge d'Oeste är det glesbefolkat, med 19 invånare per kvadratkilometer.